# Малодворянка
Малодворянка (укр. Малодворянка) — село в Еланецком районе Николаевской области Украины.
Основано в 1795 году. Население по переписи 2001 года составляло 438 человек. Почтовый индекс — 55523. Телефонный код — 5159. Занимает площадь 1,2 км².

## Местный совет
55523, Николаевская обл., Еланецкий р-н, с. Малодворянка, ул. Ленина, 33